# Speech Synthesis Markup Language
SSML eller Speech Synthesis Markup Language är en XML-applikation som används för talad utmatning med hjälp av datorbaserad talsyntes.